# روز آدم‌ربایی
روز آدم‌ربایی (انگلیسی: The Kidnapping Day; کره‌ای: 유괴의 날) یک مجموعهٔ تلویزیونی کره جنوبی سال ۲۰۲۳ با بازی یون که-سانگ، پارک سونگ هون، جون یو نا و کیم شین روک است. این مجموعه بر پایه رمانی با همین نام به نویسندگی جونگ هه یون است. روز آدم‌ربایی از ۱۳ سپتامبر ۲۰۲۳، روزهای چهارشنبه و پنجشنبه ساعت ۲۱:۰۰ (کی‌اس‌تی) از ئی‌ان‌ای پخش شد. این مجموعه همچنین برای استریم در آمازون پرایم ویدئو در مناطق منتخب قابل دسترسی است.

## خلاصه داستان
این مجموعه داستان همکاری میان یک آدم‌ربای دست‌وپاچلفتی و دختری نابغه که حافظه‌اش را از دست داده‌است را روایت می‌کند.

## بازیگران

### اصلی
- یون که سانگ در نقش کیم میونگ جون: پدری ناامید که برای تأمین هزینه صورت‌حساب بیمارستان دخترش به آدم‌ربایی روی می‌آورد[۱۳][۱۴]
  - اوه سونگ جون در نقش جوانی کیم میونگ جون[۵]
- پارک سونگ هون در تقش پارک سانگ یون: یک کارآگاه جنایی[۱۴]
- جون یو نا در نقش چوی رو هی: یک دختر ۱۱ ساله نابغه که حافظه‌اش را از دست داده‌است[۱۲]
- کیم شین روک در نقش سو هه اون: همسر سابق میونگ جون[۱۵]

### مکمل
- کیم سانگ هو در نقش پارک چول وون: کارمند یک شرکت امنیتی[۱۶]
- سو جه هی در نقش مو اون سون: یک جراح مغز و اعصاب[۱۷]
- کانگ یونگ سوک در نقش جیدن[۳]

## تولید و انتشار
بازیگر یو نا برای نقش چوی رو هی از میان ۵۰۰ شرکت کننده در یک ادیشن بازیگری انتخاب شد.
در مه ۲۰۲۳، شرکت تولیدی ای‌استوری اعلام کرد که قرارداد مجوز پخش برای پخش این مجموعه در خارج با آمازون امضا کرده‌است.